# Reys 222
Reys 222 (Рейс 222) è un film del 1985 diretto da Sergej Mikaėljan.

## Trama
La solista di balletto sul ghiaccio Irina Panina si esibisce come parte di una troupe a New York. Per coincidenza, anche suo marito, il famoso atleta Gennadij Šuvalov, è in questa città. Ma un giorno Gennady scompare e la notte stessa Irina viene a sapere che suo marito ha deciso di rimanere negli Stati Uniti e ha chiesto asilo politico. Temendo che i servizi segreti americani mettessero pressione su Panina e la convincessero a rimanere anche lei negli Stati Uniti, i rappresentanti della parte sovietica decidono lo stesso giorno di rimandarla a Mosca. All'aeroporto Kennedy, Irina si imbarca sul volo Aeroflot SU-222, ma all'ultimo momento le autorità dell'immigrazione ritardano il volo e bloccano l'aereo con le auto della polizia. La richiesta delle autorità americane è di lasciare che Irina vada dal marito, poiché le autorità sovietiche vogliono riportarla in Unione Sovietica con la forza. La stessa Irina, tuttavia, è contraria a questa decisione, così come i cittadini sovietici. Inizia uno scontro tra la parte sovietica e quella americana, durante il quale il volo 222 è costretto a rimanere inattivo a New York.
Il film ispirato ai fatti che nell'agosto 1979 videro protagonisti i ballerini di danza classica Aleksandr Godunov e Lyudmila Vlasova, del Teatro Bolshoi di Mosca.